# Unterkirnach

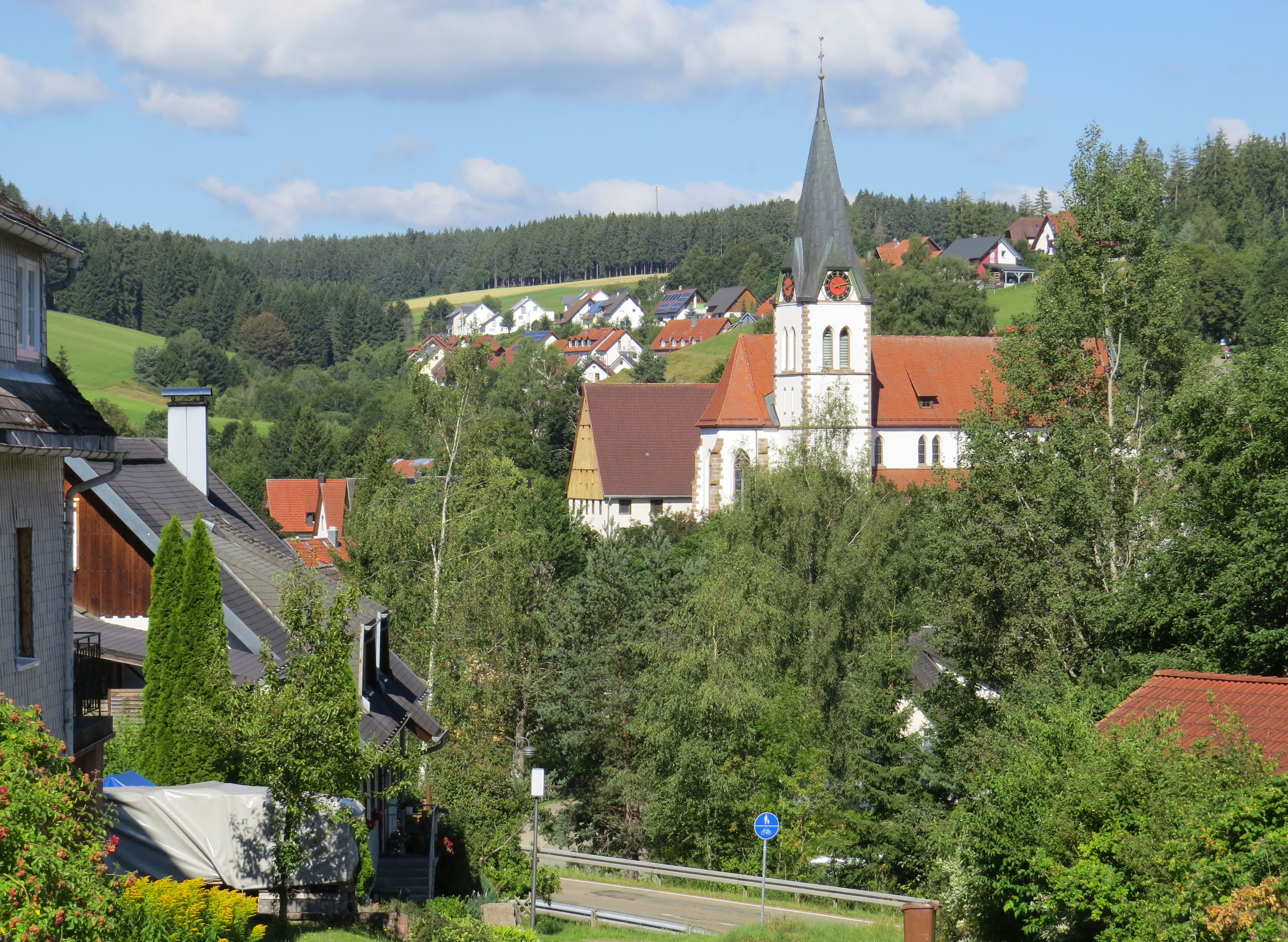
Unterkirnach von Osten

Unterkirnach ist eine Gemeinde in Baden-Württemberg und gehört zum Schwarzwald-Baar-Kreis.

## Geographie

### Geographische Lage
Unterkirnach liegt auf der Ostseite des Schwarzwalds, rund sieben Kilometer von der Großen Kreisstadt Villingen-Schwenningen entfernt.

### Nachbargemeinden
Die Gemeinde grenzt im Süden und Osten an Villingen-Schwenningen, im Osten an Mönchweiler, im Südwesten an die Stadt Vöhrenbach und im Norden an die Stadt St. Georgen. Mit dem Westen von Villingen teilt sich Unterkirnach die Postleitzahl.
Die Gemarkung der Gemeinde weist eine in Baden-Württemberg kaum vergleichbare Form auf. So sind die Gemarkungen von Unterkirnach und Villingen eng miteinander verzahnt. Während die meisten Waldflächen rund um die Gemeinde auf Gemarkung Villingen liegen, sind die offenen Flächen auf Unterkirnacher Markung. Allein der Grenzverlauf Villingen-Unterkirnach ist ca. 60 km lang und bildet zahlreiche En- bzw. Exklaven. Die Gewanne im Stockwald, Groppertal, Hippengehr, Salvest, Viehhof und Neuhäusle sind Beispiele hierfür.
Der Grund für den markanten Grenzverlauf ist, dass Unterkirnach bis zum Beginn des 19. Jahrhunderts ein abhängiger, unselbstständiger Ort der Stadt Villingen war. Bei seiner Loslösung von der Stadt wurden die offenen Flächen im Kirnach- und Brigachtal der neuen selbstständigen Gemeinde Unterkirnach zugeschlagen, während der Wald als einer der größten kommunalen Wälder in Baden-Württemberg (rund 8000 ha) – bis heute – bei der Stadt Villingen, jetzt Villingen-Schwenningen, verblieb. Der Waldrand und somit die Gemarkungsgrenze bildet die örtlichen geologischen Verhältnisse ab; der Wald stockt auf dem unfruchtbaren Buntsandstein, während die Wiesen im fruchtbareren Granit/Gneis angelegt wurden.

### Gemeindegliederung
Zur Gemeinde Unterkirnach gehören das Dorf Roggenbach, die Zinken Geisendöbele, Gropper, Grund, Herrenwald, Ippengehr(Hippen-), Moosloch, Schlegeltal, Schlegelwald, Stockwald und Tal, die Höfe Aspengrund, Bärtleshof, Hinterwasenhof, Leimgruben, Lippenhof, Thomashof und Weiherhaus und die Häuser Ackerloch, Bärloch, Breitbrunnen, Ellenwinkel, Elleck, Gründle, Hohrain, Im Felsen, „Kirnachtal, Kloster Maria Tann“, Neuhäusle, Nollen, Rötenloch, Rossacker, Spechtloch, Wannendobel, Weiherhaus, Winterhalde und Wolfsgrund.
Im Gemeindegebiet liegt die Burgruine Kürneck.

### Schutzgebiete
Unterkirnach hat Anteil am Landschaftsschutzgebiet Groppertal und am FFH-Gebiet Baar, Eschach und Südostschwarzwald. Auch an den Vogelschutzgebieten Baar und Mittlerer Schwarzwald hat die Gemeinde kleinere Anteile.
Unterkirnach liegt außerdem im Naturpark Südschwarzwald.

## Politik

### Selbständige Gemeinde in einer Verwaltungsgemeinschaft
Unterkirnach ist selbstständig mit einem eigenen Rathaus und Bürgermeisteramt, die Gemeinde gehört wie die Umlandgemeinden Brigachtal, Dauchingen, Mönchweiler, Niedereschach und Tuningen der Vereinbarten Verwaltungsgemeinschaft Villingen-Schwenningen an.

### Gemeinderat
Der Gemeinderat besteht aus den gewählten ehrenamtlichen Gemeinderäten und dem Bürgermeister als Vorsitzendem. Der Bürgermeister ist im Gemeinderat stimmberechtigt. Die Kommunalwahl am 9. Juni 2024 in Unterkirnach führte zu folgendem amtlichen Endergebnis:
| Partei / Liste                     | Stimmenanteil | Sitze  |                  | Ergebnis 2019    | Ergebnis 2014    | Ergebnis 2009 |
| CDU/Bürgervereinigung Unterkirnach | 46,0 %        | 6      | 53,4 % – 7 Sitze | 54,7 % – 7 Sitze | 51,3 % – 6 Sitze |               |
| Gemeinsam für Unterkirnach*        | 54,0 %        | 6      | 43,2 % – 5 Sitze | 45,3 % – 5 Sitze | 48,7 % – 6 Sitze |               |
| FDP                                | –             | –      | 3,5 % – 0 Sitze  | –                | –                |               |
| Wahlbeteiligung                    | 62,7 %        | 62,7 % | 57,4 %           | 52,9 %           | 53,7 %           |               |

* 2019: Wir für Unterkirnach

### Bürgermeister
- 1968 bis 2002 – Siegfried Baumann
- 2002 bis 2013 – Gerold Löffler
- Seit 1. Dezember 2013 – Andreas Braun (CDU)

Braun wurde im Oktober 2013 mit 81,73 % der Stimmen im ersten Wahlgang gewählt. Am 26. September 2021 wurde er mit 66,78 Prozent der Stimmen für eine zweite Amtszeit wiedergewählt.

### Wappen
| Wappen der Gemeinde Unterkirnach | Blasonierung: „In Silber (Weiß) auf grünem Dreiberg drei rote Zinnentürme, der mittlere höher und breiter als die äußeren.“ |
| Wappen der Gemeinde Unterkirnach | Wappenbegründung: Die Ortsherrschaft über Unterkirnach hatte seit 1506 die Stadt Villingen inne. So gehörte der Ort zur vorderösterreichischen Landgrafschaft Breisgau, die 1806 an Baden fiel. Das erste Siegel der Vogtei Kürnach findet sich auf der Huldigungsliste von 1811 und zeigt den Herzschild des badischen Staatswappens von 1807 (in schräglinks geteiltem Schild oben ein Schrägbalken, unten ein Löwe). Erst die seit etwa der Mitte des 19. Jahrhunderts verwendeten Stempel zeigen mit drei eng aneinandergerückten Zinnentürmen auf einem Dreiberg ein eigenständiges Siegelbild. Ob dieses Motiv wegen der ehemaligen Burgen Roggenbach und Kürneck auf Unterkirnacher Gemarkung gewählt wurde, ist nicht bekannt. Am 12. Oktober 1930 nahm der Gemeinderat den das Siegelbild in modifizierter Form aufgreifenden Wappenvorschlag des Generallandesarchivs von 1902 an und bestimmte die Gemeindefarben. |

## Sehenswürdigkeiten
- Die Kirnachmühle ist der Nachbau einer typischen Schwarzwaldmühle.
- Der Wildpflanzenpark soll dem Besucher die Naturgarten-Idee näher bringen.
- Im Kinderbauernhof können Kinder die einheimischen Nutztiere aus der Nähe kennenlernen.

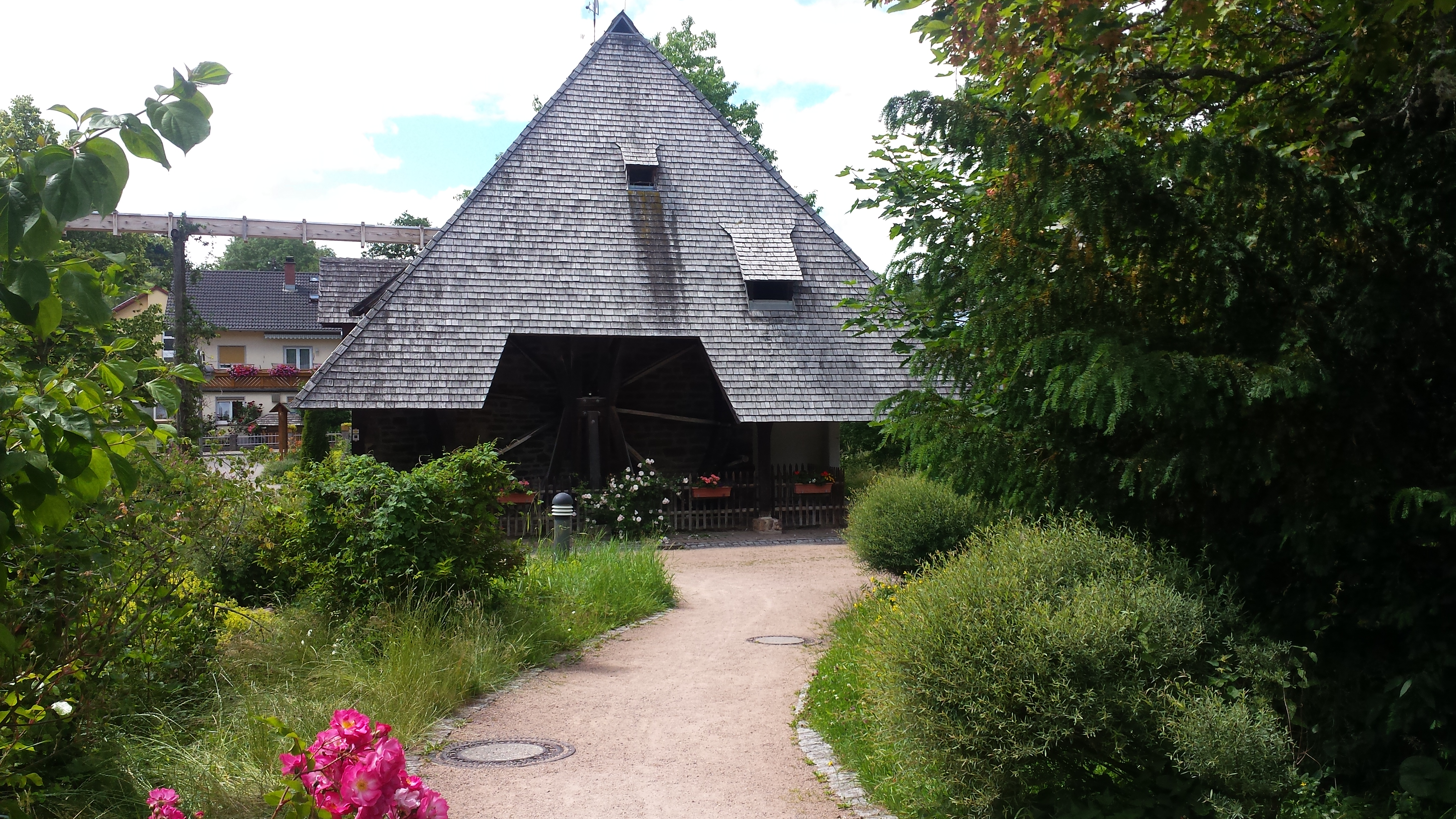
Die Kirnachmühle ist im Ortskern an der Kirnach zwischen Steinweg und Hauptstraße, der Mühlenplatz wird auch u. a. als Marktplatz genutzt.
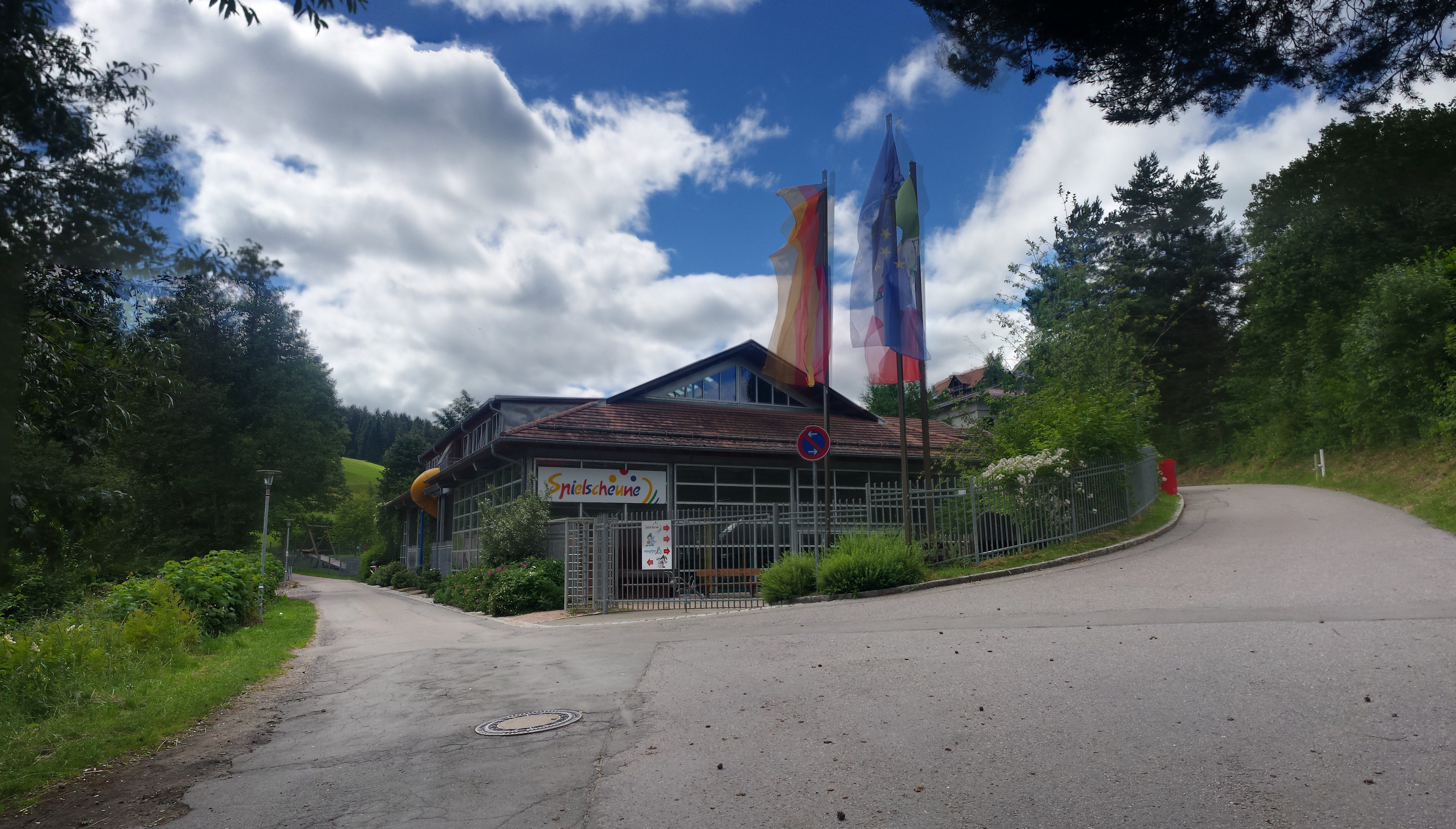
Die Spielscheune hat ein gemeinsames Außengelände mit dem Hallenbad „Aqualino“.
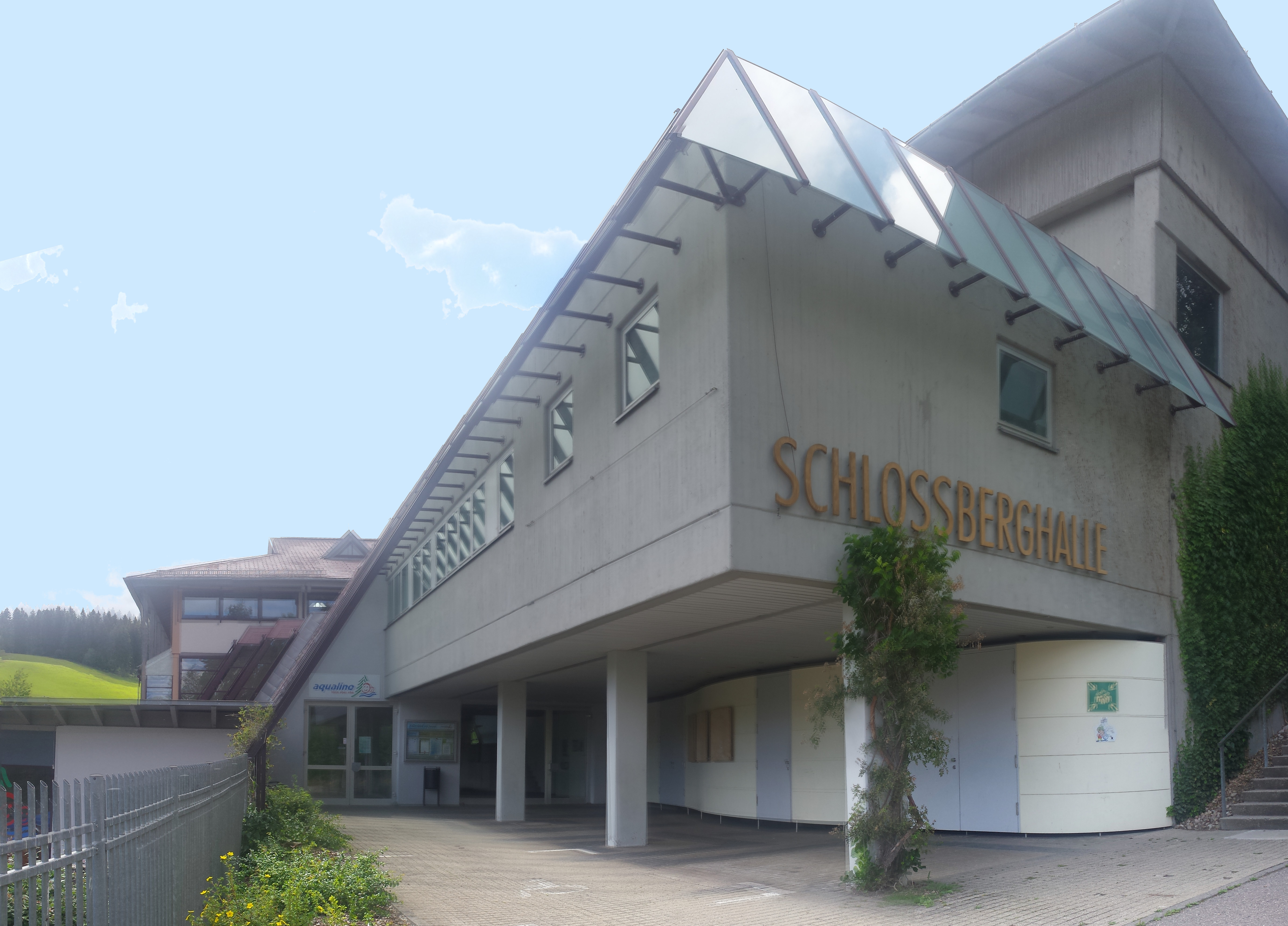
Das Hallenbad „Aqualino“ ist ein Anbau der Schlossberghalle.
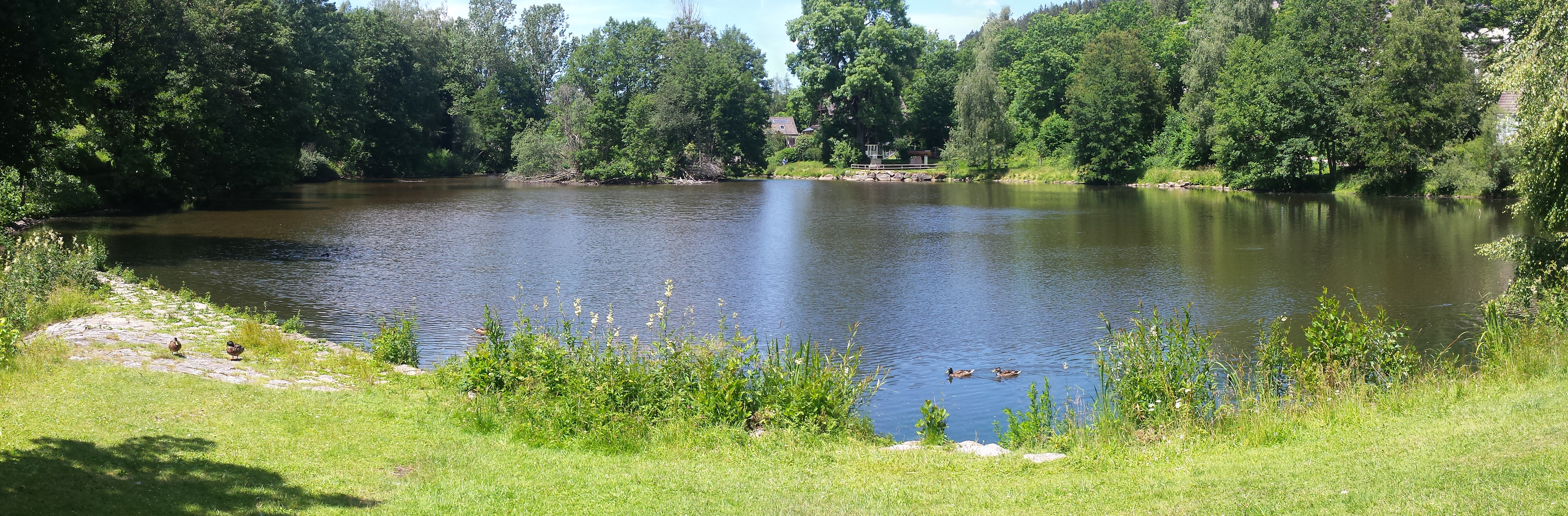
Der Talsee liegt flussauf der Kirnachmühle.
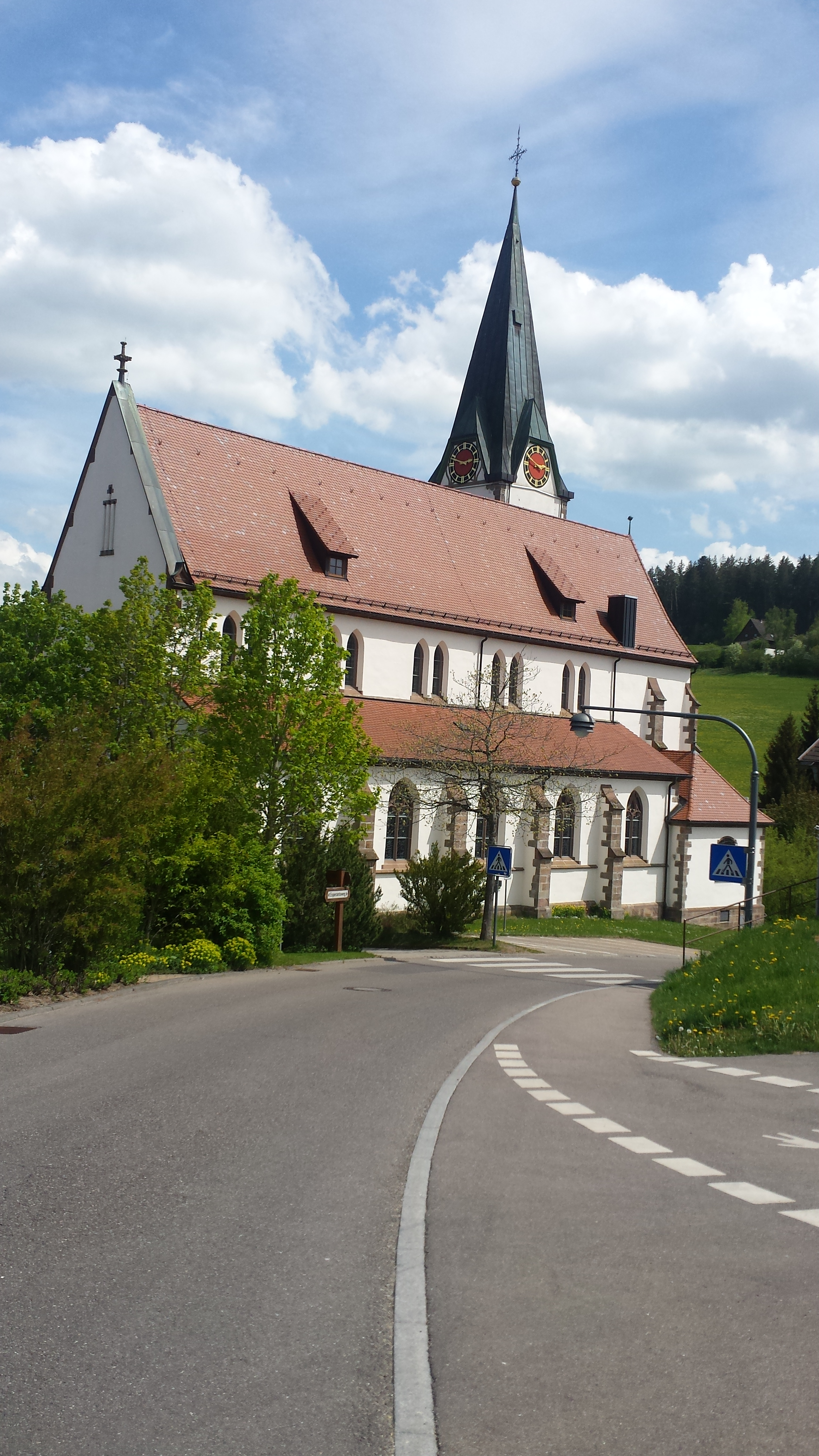
Von der Kirche St. Jakobus führt der Schlossbergweg zu Spielscheune, Spielplatz, Aqualino und zum Kinderbauernhof Tierscheune.

## Wirtschaft und Infrastruktur

### Verkehr
Den ÖPNV in Unterkirnach stellt der Verkehrsverbund Schwarzwald-Baar-Heuberg sicher.

### Öffentliche Einrichtungen
- Freilichtbühne
- Spielscheune – eine überdachte 1.000 m² große Spiel- und Aktionsfläche für Kinder
- Wanderwege
- Orchestrionausstellung – „die ersten Musikautomaten“, zusammen mit dem Deutschen Uhrenmuseum Furtwangen

### Bildung
Die Roggenbachschule ist eine Grundschule. Alle weiterführenden Schulen stehen in den umliegenden Städten zur Verfügung.

### Vereine
- Freiwillige Feuerwehr Unterkirnach
- Musikverein Unterkirnach e. V. (ältester Verein in der Gemeinde)
- Förderverein für Kulturarbeit und interkommunale Kontakte Unterkirnach e. V.
- Tennis-Club 75 Unterkirnach
- Tischtennisverein Unterkirnach
- Ksc Unterkirnach
- Ski-Club Unterkirnach e. V.
- FC Alemannia Unterkirnach
- SKC Kegelfreunde Unterkirnach

## Persönlichkeiten

### Ehrenbürger
- Siegfried Baumann, Bürgermeister a. D.
- Helmut Glatz, Dirigent des Musikvereins Unterkirnach von 1981 bis 1997

## Sonstiges
- Das erste Orchestrion wurde im Jahr 1820 vom Spieluhrenbauer Carl Blessing in Unterkirnach im Schwarzwald gebaut.
- Im Januar 2024 stand Unterkirnach bundesweit in den Schlagzeilen, nachdem eine Zwangsräumung eskaliert war. Ein 62-jähriger hatte gedroht, sein Haus anzuzünden. Die Polizei fand bei einem SEK-Einsatz 10.000 Schuss Munition, Schießpulver, Rauchgranaten, Signalmittel, ein Übungsgeschoss einer Fliegerabwehrkanone, Sprengschnüre, Zünder und Sprengstoff.[8]